# Jim Delligatti
Michael James Delligatti, detto Jim (Uniontown, 2 agosto 1918 – Fox Chapel, 28 novembre 2016), è stato un imprenditore statunitense, tra i primi ad aderire al franchising di McDonald's.
È stato il creatore del Big Mac.

## Biografia
Michael James Delligatti è nato a Uniontown, in Pennsylvania il 2 agosto 1918, figlio di James J. Delligatti (1892-1973, nato a Nusco (AV) come Giacomo Delli Gatti), un ciabattino e caramellaio, e di sua moglie Lucille Dandrea (1897-1979). Ha frequentato la scuola e a Fairmont, West Virginia, prima partire per l'Europa durante la Seconda Guerra Mondiale con l'esercito degli Stati Uniti, dove fu congedato dopo aver sofferto del piede di trincea.
Delligatti ha iniziato a lavorare come franchisee di McDonald negli anni Cinquanta. L'attività di Delligatti aveva sede a Uniontown, a circa 40 miglia a sud di Pittsburgh, ed è arrivata a contare 48 negozi.
L'idea del Big Mac risale al 1965. Ma, come riferito dallo stesso Delligatti in un'intervista all'Associate Press, all'inizio l'idea non fu ben accolta nella sede centrale di McDonald's a Oak Brook, un sobborgo di Chicago. Il via libera alla vendita arrivò solo due anni più tardi e Delligatti iniziò a vendere il nuovo panino per 45 centesimi di dollaro.
Nel 2007 Delligatti ha aperto il Big Mac Museum sede del più grande Big Mac del mondo, alto più di 4 metri.
Morì il 28 novembre 2016, nella sua casa di Fox Chapel, Pennsylvania, all'età di 98 anni.